# Љуберци
Љуберци (рус. Люберцы) град је у Русији у Московској области. Према попису становништва из 2010. у граду је живело 171.978 становника.

## Становништво
Према прелиминарним подацима са пописа, у граду је 2010. живело 171.978 становника, 15.287 (9,76%) више него 2002.
| 1939.  | 1959.  | 1970.   | 1979.   | 1989.   | 2002.   | 2010.   |
| ------ | ------ | ------- | ------- | ------- | ------- | ------- |
| 46.491 | 93.255 | 139.401 | 159.563 | 165.478 | 156.691 | 172.525 |